# 日本福音教会 (バプテスト)
日本福音教会（にほんふくいんきょうかい、英語: Japan Evangelical Churches）は、我喜屋明が代表を務める日本の法人である。キリスト教プロテスタントのバプテスト派に属する。聖霊派の性格もあわせ持ち、運営する神学校・関西聖書学院では日本基督教団聖霊刷新協議会系教会所属の神学生も学んでいる。

## 信条
1つの前文と9つの憲章を公開している。

## 歴史
1892年、スウェーデンのオレブロでバプテスト派のスウェーデン・オレブロ・ミッションが設立された。この団体から1949年12月に最初の宣教師としてヘルゲ・ヤンソンが来日した。
ヤンソンは大阪府堺市で伝道を開始し、1952年に教会を設立した。さらに、1951年以降次々に宣教師が来日し、大阪府、兵庫県、奈良県、岡山県、九州、東京都などで伝道をしている。1974年、日本の教会を主体に組織を改組し、日本福音教会を形成した。初代議長は我喜屋光雄が就任した。
さらに、教職養成機関として、1961年に福音聖書学校（現インター･アクト）を設立した。1965年、兵庫県西宮市の関西学院大学の隣に移転、関西福音センターを献堂。1967年に関西聖書学院と改称した。
2005年には奈良県生駒市に学院を移転し、全寮制の3年教職コース、信徒向けの1年コース、1か月コース、通信コースなどをカリキュラムとし、2013年までに500名以上の卒業・修了生を送り出している。
現在の学院長はインドネシアに宣教師として赴任していた大田裕作がつとめている。

## 主な会員
- 田野秀康(堺教福音会会員、フルート奏者)